# Euro Space Center

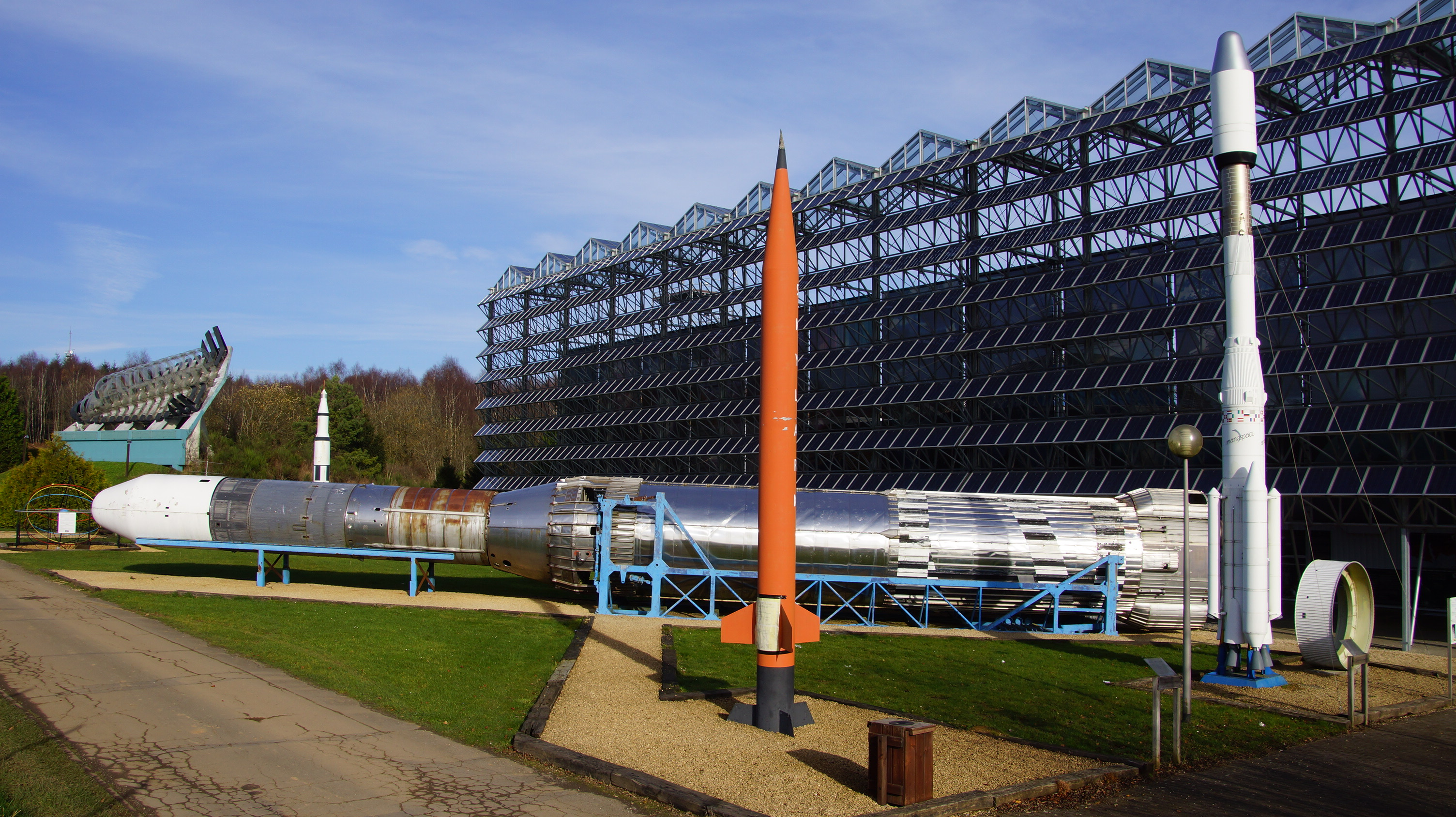
Euro Space Center bei Redu in Belgien

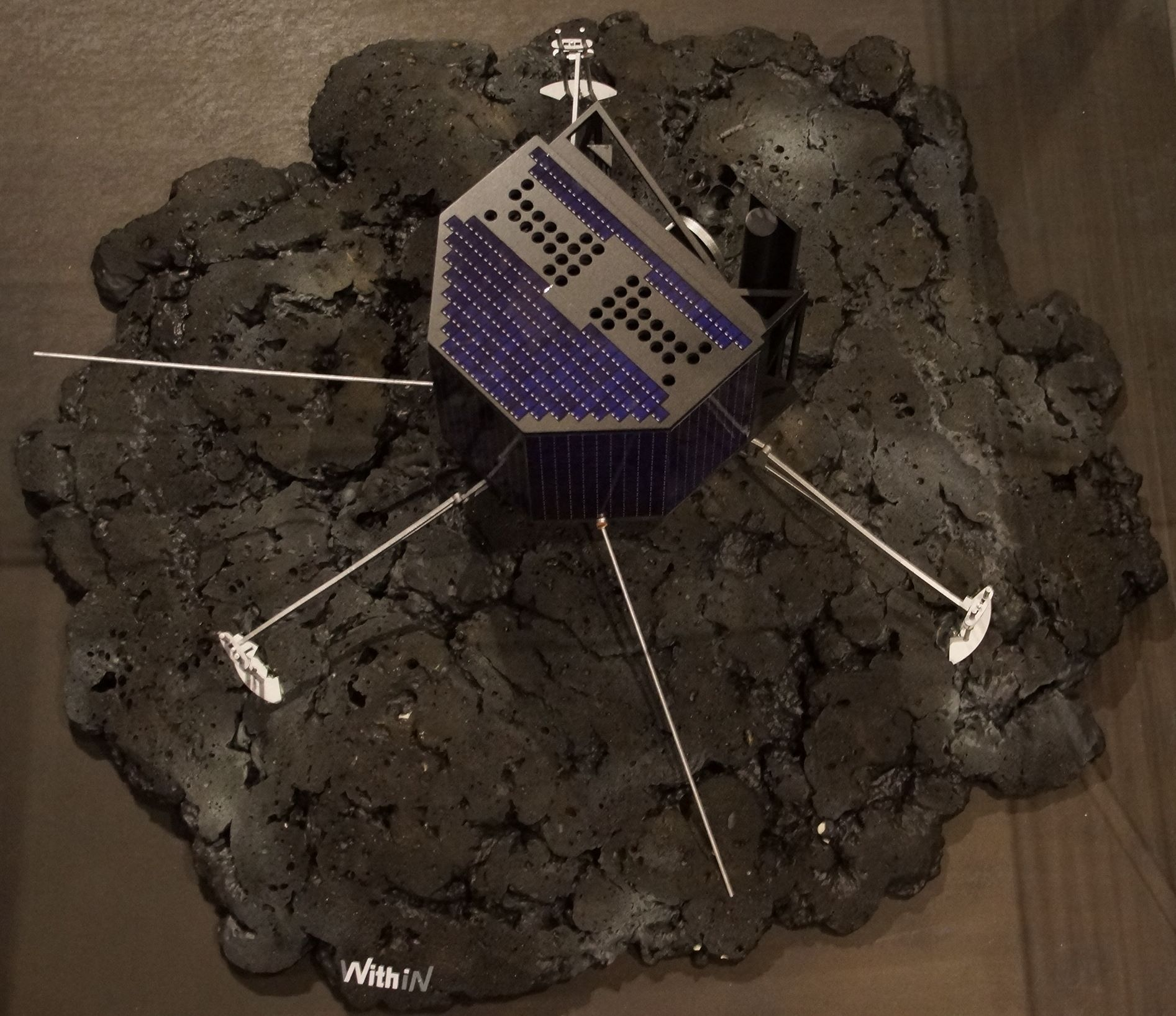
Modell des ESA-Landers der Rosetta-Raumsonde Philae, das im Euro Space Center ausgestellt wird

Das Euro Space Center ist ein wissenschaftliches Museum und Konferenzzentrum in Libin-Transinne bei Redu in Wallonien, Belgien. Es befasst sich mit der Raumfahrt.

## Geschichte
1968 wurde durch die ESA (European Space Agency) ein Zentrum zur Satellitenverfolgung in Redu eröffnet. Der damalige Bürgermeister Magin organisierte 1972 eine große Ausstellung zum Thema Weltraum in Redu. Die Rakete Europa 2, die heute vor dem Euro Space Center ausgestellt wird, wurde aus Le Havre in Frankreich zum Euro Space Center transportiert.
Die Entscheidung ein Space Camp zu errichten, wurde durch Jacques Planchard, den Gouverneur der Provinz Luxemburg, wesentlich beeinflusst, so dass es in Huntsville (Alabama) zu Gesprächen zwischen der USSCF (US Space Camp Foundation) und IDElux (Intercommunale D’Equipements Economiques de la Province de Luxembourg) kam. Im September 1990 wurde der Grundstein für das Euro Space Center gelegt, das bereits im Juni 1991 offiziell eingeweiht und eröffnet werden konnte. Im März 1994 wurde unter dem Vorsitz des belgischen Astronauten Dirk Frimout die Euro Space Society gegründet. Das belgische Ministerium für Bildung erkennt seit September 1995 die pädagogischen Programme des Euro Space Center an. Im Juni 2000 erhielt das Euro Space Center den Erlebnisrundgang „A Space Odyssey“. Seitdem wurden eine moderne Solar-Fassade und eine neue Zufahrtsstraße gebaut.

## Galerie

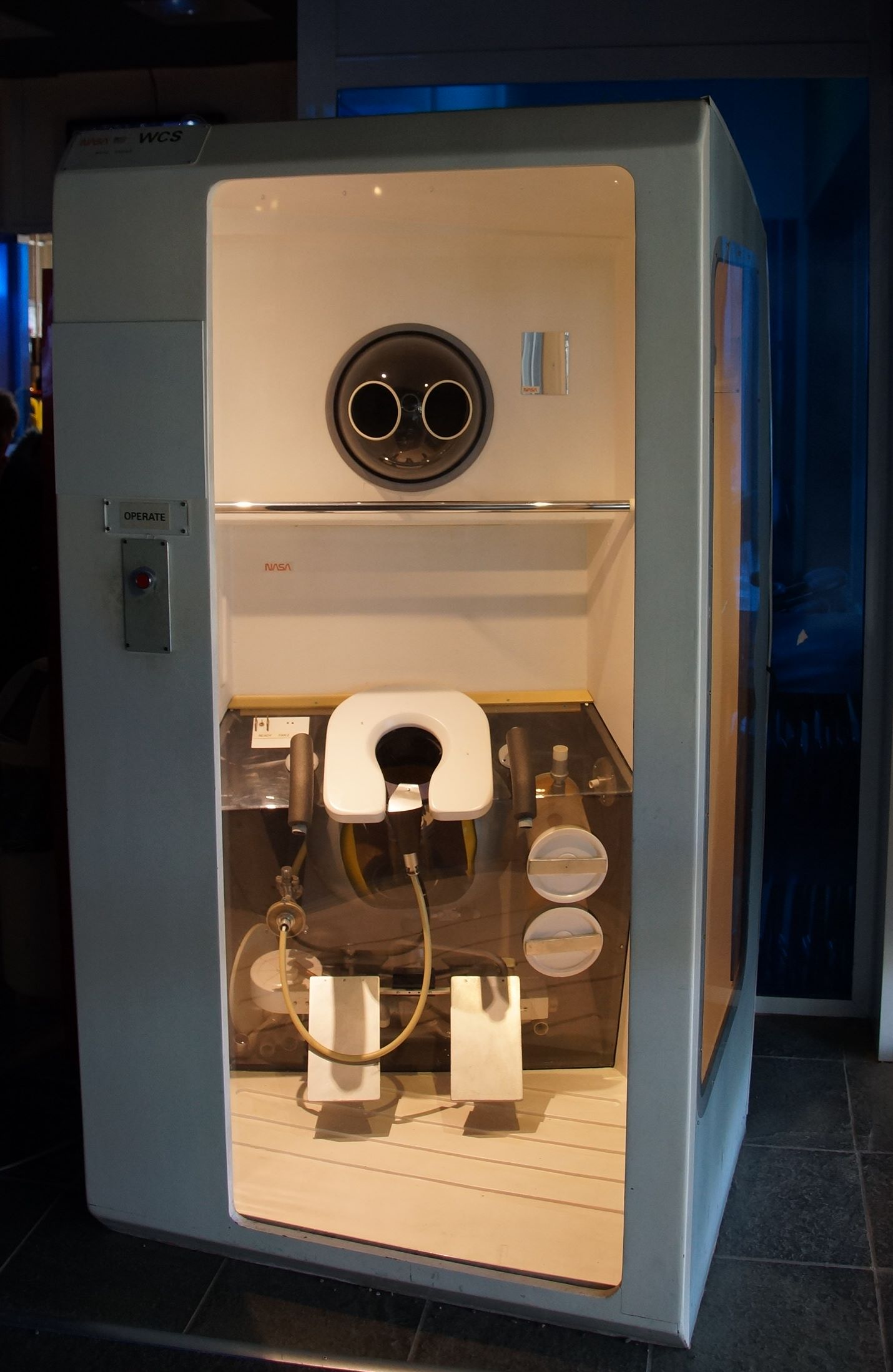
Weltraumtoilette
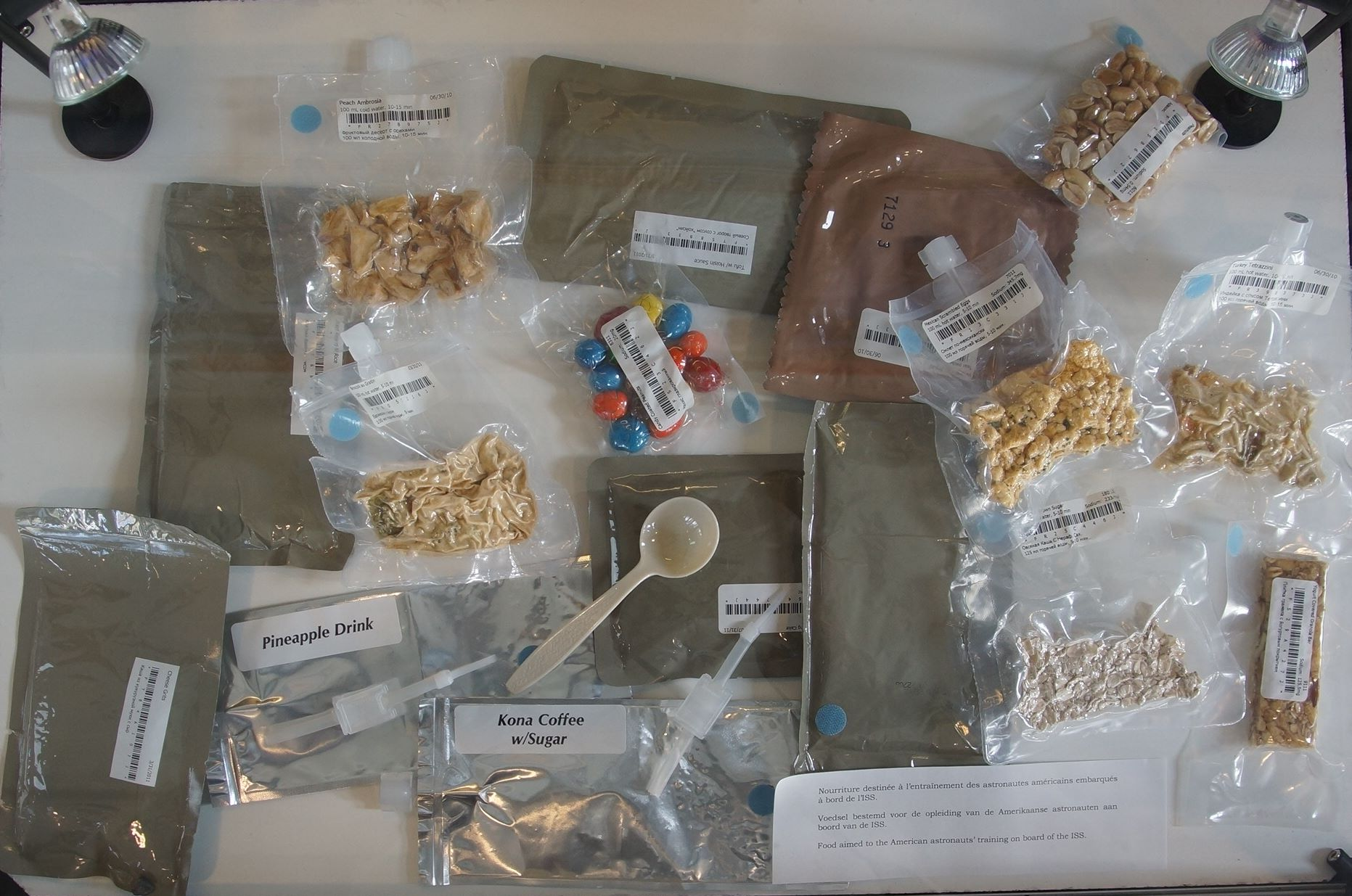
Astronautennahrung für die Besatzung der ISS
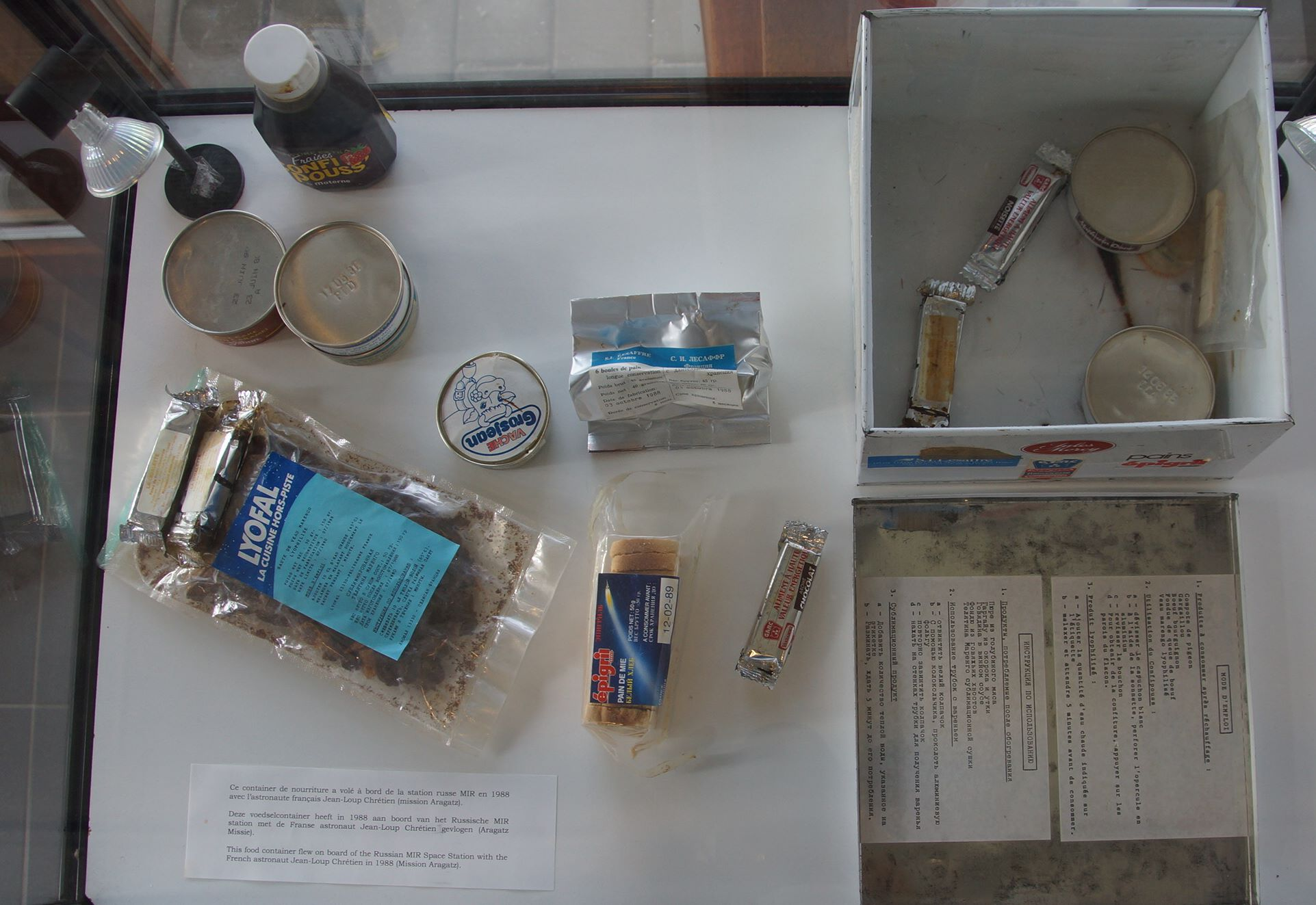
Astronautennahrung des französischen Astronauten Jean-Loup Chrétien an Bord der Mir während der Mission Aragatz
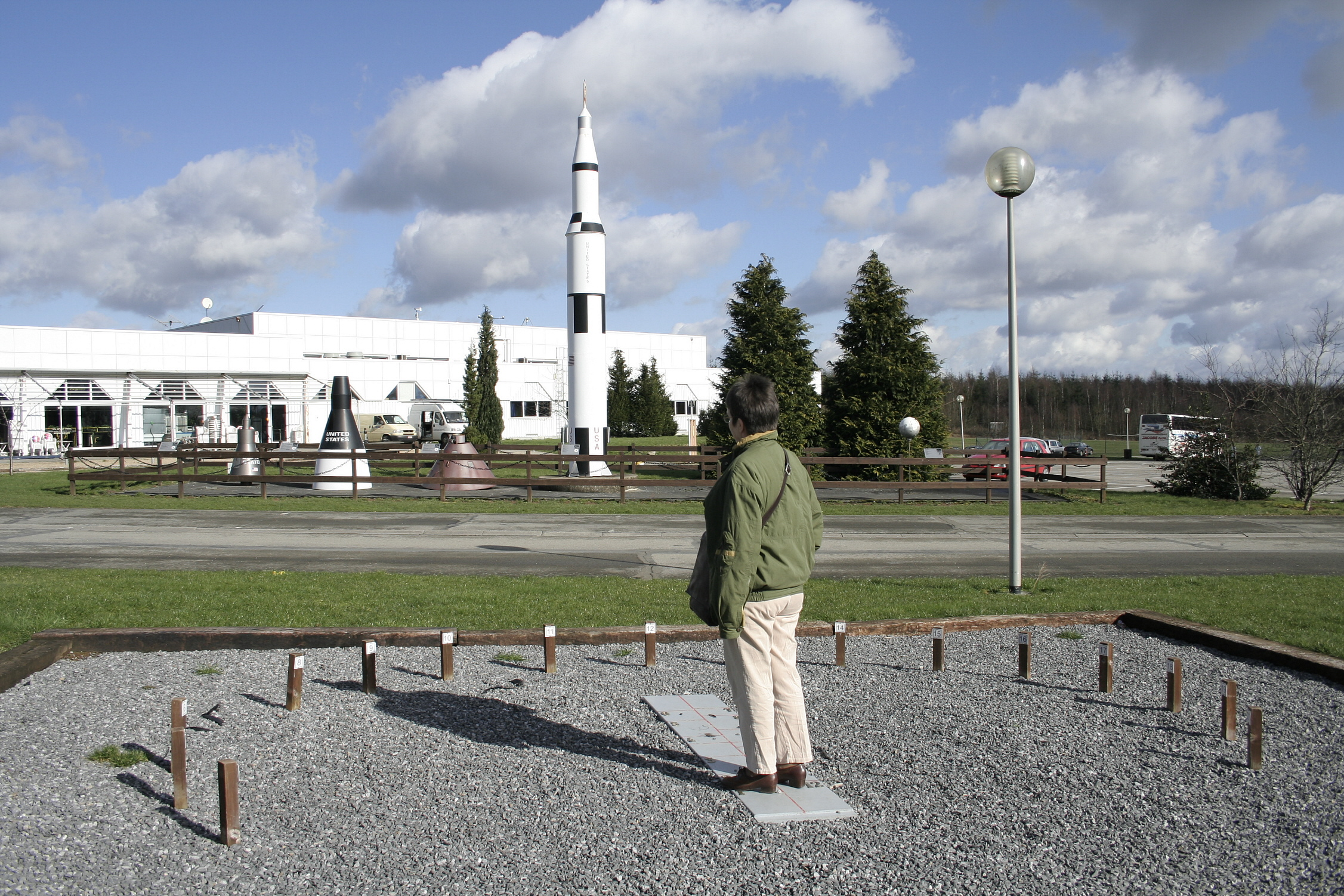
Sonnenuhr vor der alten Fassade (2007)